# CAPZA1
CAPZA1 (англ. Capping actin protein of muscle Z-line alpha subunit 1) – білок, який кодується однойменним геном, розташованим у людей на короткому плечі 1-ї хромосоми.  Довжина поліпептидного ланцюга білка становить 286 амінокислот, а молекулярна маса — 32 923.
| 10         |  | 20         |  | 30         |  | 40         |  | 50         |
| ---------- |  | ---------- |  | ---------- |  | ---------- |  | ---------- |
| MADFDDRVSD |  | EEKVRIAAKF |  | ITHAPPGEFN |  | EVFNDVRLLL |  | NNDNLLREGA |
| AHAFAQYNMD |  | QFTPVKIEGY |  | EDQVLITEHG |  | DLGNSRFLDP |  | RNKISFKFDH |
| LRKEASDPQP |  | EEADGGLKSW |  | RESCDSALRA |  | YVKDHYSNGF |  | CTVYAKTIDG |
| QQTIIACIES |  | HQFQPKNFWN |  | GRWRSEWKFT |  | ITPPTAQVVG |  | VLKIQVHYYE |
| DGNVQLVSHK |  | DVQDSLTVSN |  | EAQTAKEFIK |  | IIENAENEYQ |  | TAISENYQTM |
| SDTTFKALRR |  | QLPVTRTKID |  | WNKILSYKIG |  | KEMQNA     |  |            |

A: Аланін

C: Цистеїн

D: Аспарагінова кислота

E: Глутамінова кислота

F: Фенілаланін

G: Гліцин

H: Гістидин

I: Ізолейцин

K: Лізин

L: Лейцин

M: Метіонін

N: Аспарагін

P: Пролін

Q: Глутамін

R: Аргінін

S: Серин

T: Треонін

V: Валін

W: Триптофан

Кодований геном білок за функцією належить до кепінгів актину. 
Білок має сайт для зв'язування з молекулою актину. 
Локалізований у цитоплазмі, цитоскелеті.